# 明かり窓
明かり窓（あかりまど）とは採光を目的として設けられる窓である。
和風建築などでは主に茶室などの小窓等に見ることが出来る。
また、舞台装置の一つとして、場内の明るさを調整する窓としても用いられている。
屋根に付けられた窓は、一般的に天窓と呼ぶが、壁などに設置し、明を取る場合は明かり窓と呼ぶことが多い。

## 関連
- 天窓
- ステンドグラス
- ドーマー